# Enconista obscura
Enconista obscura là một loài bướm đêm trong họ Geometridae.